# 貝爾克蘭
貝爾克蘭（荷蘭語：Berkelland）是荷蘭海爾德蘭省的一個市镇和城市。貝爾克蘭設立於2005年1月1日，由四個市镇合併而成。

## 外部連結
- 维基共享资源上的相關多媒體資源：貝爾克蘭
- Official website （页面存档备份，存于）